# Eurychoria trajecta
Eurychoria trajecta är en fjärilsart som beskrevs av Louis Beethoven Prout 1932. Eurychoria trajecta ingår i släktet Eurychoria och familjen mätare. Inga underarter finns listade i Catalogue of Life.